# Zerofobia
Zerofobia è il quarto album in studio di Renato Zero, pubblicato nel 1977. Ad esso fece seguito una lunga tournée dal medesimo titolo, Zerofobia.
L'album è presente, alla posizione numero 35, nella classifica dei I 100 migliori album italiani secondo Rolling Stone.

## Descrizione
Fu il primo successo di Renato Zero, contiene brani come Mi vendo, Il cielo, Morire qui, Manichini e Vivo. Il disco fu pubblicato anche in Brasile, Argentina e Germania.
Trainato dal singolo Mi vendo e dal suo lato b Morire qui l'album mette in risalto tutta la potenza della prima poetica di Zero, capace di passare da brani di riflessione sui mali della società come Manichini, L'ambulanza e Tragico samba a testi di grande spessore sulla riflessione della passività dell'uomo su determinati comportamenti femminili in Regina e l'ecumenismo ne Il cielo, che diventerà il suo brano simbolo di chiusura di gran parte dei concerti, a testimonianza della forte emotività che questo pezzo da sempre è capace di trasmettere.
Dalla scaletta rimarrà fuori La favola mia, che troverà posto nell'album successivo, ovvero Zerolandia (uscito l'anno seguente).
L'11 gennaio 2019, l'album è stato rimasterizzato e inserito nella collana Mille e uno Zero, edita da Tattica e Mondadori.

## Tracce
1. Mi vendo  (Renatozero/Caviri-Renatozero) - 4:16
2. Vivo  (Evangelisti/Wright-Renatozero) - 3:55
3. Sgualdrina (cover musicale in italiano di Dreamer dei Supertramp)  (Renatozero/Hogdson-Davies) - 3:16
4. Tragico samba  (Evangelisti-Renatozero/Pintucci-Renatozero) - 4:15
5. L'ambulanza  (Renatozero/Pintucci-Conrado-Renatozero) - 3:53
6. Morire qui  (Renatozero) - 3:36
7. La trappola  (Renatozero/Conrado-Renatozero) - 3:53
8. Regina  (Renatozero-Evangelisti/Conrado-Renatozero) - 3:34
9. Manichini  (Renatozero/Pintucci-Renatozero) - 3:22
10. Il cielo  (Renatozero) - 4:15

## Formazione

### Musicisti
- Rodolfo Bianchi, Piero Pintucci - produzione
- Ruggero Cini - tastiere, arrangiamenti, direzione orchestra
- Mario Scotti - basso
- Luciano Ciccaglioni - chitarre
- Massimo Buzzi - batteria e percussioni
- Alessandro Centofanti - tastiere
- Valerio Calavotti
- Guido Podestà

### Tecnici
- Maurizio Montanesi - registrazione, missaggio
- Arpad Kertesz - fotografia

## Classifiche

### Classifiche settimanali
| Classifica (1977) | Posizione massima |
| ----------------- | ----------------- |
| Italia            | 5                 |

### Classifiche di fine anno
| Classifica (1977) | Posizione |
| ----------------- | --------- |
| Italia            | 24        |